# Formiguez
Formiguez (títol original en anglès, Antz) és una pel·lícula estatunidenca de 1998, una de les primeres creades totalment per ordinador. Actors populars com Woody Allen, Sharon Stone o Sylvester Stallone van donar veu als personatges en la versió original. La pel·lícula va estar nominada al BAFTA als millors efectes visuals.

## Argument
La història comença en una colònia de formigues situada al Central Park de Nova York. Z-4195, o abreujat Z (Woody Allen), és obrer, neuròtic i individualista, que se sent asfixiat pel sistema conformista que el rodeja, aspirant a trobar un lloc on sentir-se realitzat. El seu somni és titllat de ridícul per la seva companya de feina, Asteca (Jennifer Lopez), amb qui treballa, juntament amb la major part de formigues obreres, en les obres d'excavació d'un projecte anomenat Mega Túnel. Mentrestant el general Mandible (Gene Hackman), comandant de les forces militars de la colònia i que menysprea els obrers, està preparant un pla per enviar els soldats lleials a la reina a una guerra suïcida contra una colònia de tèrmits, com a pas previ a aconseguir el que anomenen "una colònia forta". La reina (Anna Bancroft) a contracor li dona permís.
Z, deprimit, se'n va al bar amb el seu amic Weaver (Sylvester Stallone), una formiga soldat fascinat per les obreres amb les que el seu amic treballa.
Al bar un soldat vell li parla d'Insectopia, una terra meravellosa on tots els insectes són feliços. Z no se'l creu, però la idea el fascina.
La princesa Bala (Sharon Stone), futura hereva de la colònia, avorrida de la vida del palau se'n va al mateix bar i li demana a Z per ballar. Fascinat per Bala, accedeix immediatament, però mentre ballen es produeix una baralla durant la qual Z descobreix que ha estat ballant amb la princesa.
Perdudament enamorat Z vol tornar a veure Bala i li demana a Weaver de canviar-se la feina per un dia per tal de poder anar a una inspecció de tropes on la princesa assistirà.
Weaver accedeix a contracor sense saber que seran enviats a la guerra.
Z es presenta a la inspecció però la princesa ni tan sols es fixa en ell. Llavors el general Mandible els anuncia que seran enviats a lluitar contra una colònia de tèrmits i Z s'hi veu arrossegat. Durant la marxa estableix amistat amb un soldat anomenat Barbatus (Danny Glover).
Quan arriben a la colònia de tèrmits es troben amb una emboscada i comença una batalla campal.
Barbatus li salva a la vida a Z, que poc després cau en un forat.
Mentrestant Weaver excava en lloc de Z i aconsegueix un cita amb l'Asteca, ignorant la sort del seu amic.
Quan Z surt del forat la batalla s'ha acabat. Els tèrmits i les formigues soldat s'han exterminat entre ells i no hi ha supervivents.
Z assisteix els últims moments de vida del cap d'en Barbatus, que abans de morir li diu que no segueix ordres tota la vida.
Quan torna a la colònia Z és aclamat com un heroi de guerra, felicitat personalment pel general Mandible i portat en presència de la Reina, on per fi torna a veure a la Bala, que quan el reconeix descobreix a tots que és un obrer. Acorralat per la mentida, Z, sense voler agafa la Bala com a ostatge i ensopegant cauen tots dos per un conducte de les deixalles, sortint de la colònia.
Un cop al món exterior, Z decideix anar a buscar Insectopía i la Bala, a contracor l'ha d'acompanyar.
A la colònia els rumors de l'incident d'en Z corren ràpidament i instigats per l'Asteca i en Weaver les formigues obreres paren de treballar, convençudes de què poden escollir que fer amb la seva vida.
Mandible fa un discurs a la massa en el qual convenç a les formigues de què en Z és un individualista que no es preocupa per ells, instigant-los al conformisme i prometent-los que un cop finalitzat el Mega Túnel la vida serà més fàcil i millor per tots.
En Z i la Bala creuen que han arribat a Insectopia, però en realitat és una manta de pícnic on coneixen a una parella d'abelles, la Muffy (Jane Curtin) i en Chip (Dan Aykroyd), després de ser atacats per un matamosques que mata la Muffy, en Z i la Bala acaben enganxats amb xiclet a la sola de la sabata d'un noi, que després de treure-se'l, el llança a una paperera.
En Weaver és apallissat perquè confessi on és en Z, però es nega a parlar fins que l'amenacen de torturar l'Asteca. Llavors els explica que el seu amic volia trobar Insectopia.
Mandible, que sap que Insectopia existeix, hi envia al seu fidel subordinat, el coronel Cutter (Cristopher Walken), que és una formiga alada, perquè rescati la Princesa i mati en Z.
Aquella paperera resulta ser Insectopia, ja que a vista d'insecte és vist com una font inesgotable de menjar i passatemps, dels que les dues formigues comencen a gaudir.
A partir d'aquest moment la Bala es comença a enamorar d'en Z.
A la nit arriba en Cutter i per protegir en Z la Bala li diu que és mort, quan en realitat ha sortit a buscar llenya pel foc. En Cutter s'emporta la princesa de tornada cap a la colònia.
Amb l'ajuda d'en Chip, que està totalment borratxo per superar la pèrdua de la Muffy, en Z torna a la colònia per rescatar la Bala.
Aconsegueix trobar la Bala, que és personera al despatx del general Mandible, allà en Z descobreix que el Mega Túnel va a parar a un llac i que si l'acaben de construir moriran tots ofegats.
En aquell precís instant la Reina i tots els obrers són presents a la inauguració del Mega Túnel, mentre un grup d'excavadors, entre els quals hi ha en Weaver estant apunt de provocar el desastre.
La Bala i en Z entre a temps a la Sala on hi ha tots els obrers reunits, després els soldats, a les ordres de Mandible segellen les entrades. En Z no pot impedir que l'aigua es comenci a escolar cap a dins del Túnel on tots els obrers estan atrapats.
Llavors, parla a la multitud i els convenç de què junts poden fer el que sigui i formen una gran escala per intentar arribar al sostre i excavar un forat per sortir.
A sobre seu, les tropes de la colònia són arengades pel general Mandible, que explica orgullós que en aquests moments l'element dèbil de la colònia s'havia eliminat. Quan en Z i l'Asteca es troben al capdamunt, fan un forat al sostre just on es troba en Mandible. En aquell moment en Cutter, que feia un temps que recelava del pla d'extermini decideix ajudar en Z, en Mandible l'ataca, en Z es posa al mig i tots dos cauen a dins del Mega Túnel.
El general mor esclafat contra unes arrels i en Z cau a l'aigua. En Cutter ordena les tropes que ajudin a pujar les formigues i treu en Z de l'aigua, que després que la Bala li faci la respiració boca a boca es recupera.
La colònia és reconstruïda seguint un patró oposat al materialisme i el conformisme i en Z i la Bala es proposen formar una família.

## Repartiment
Les veus dels personatges en la versió original en anglès i en el doblatge al català són:

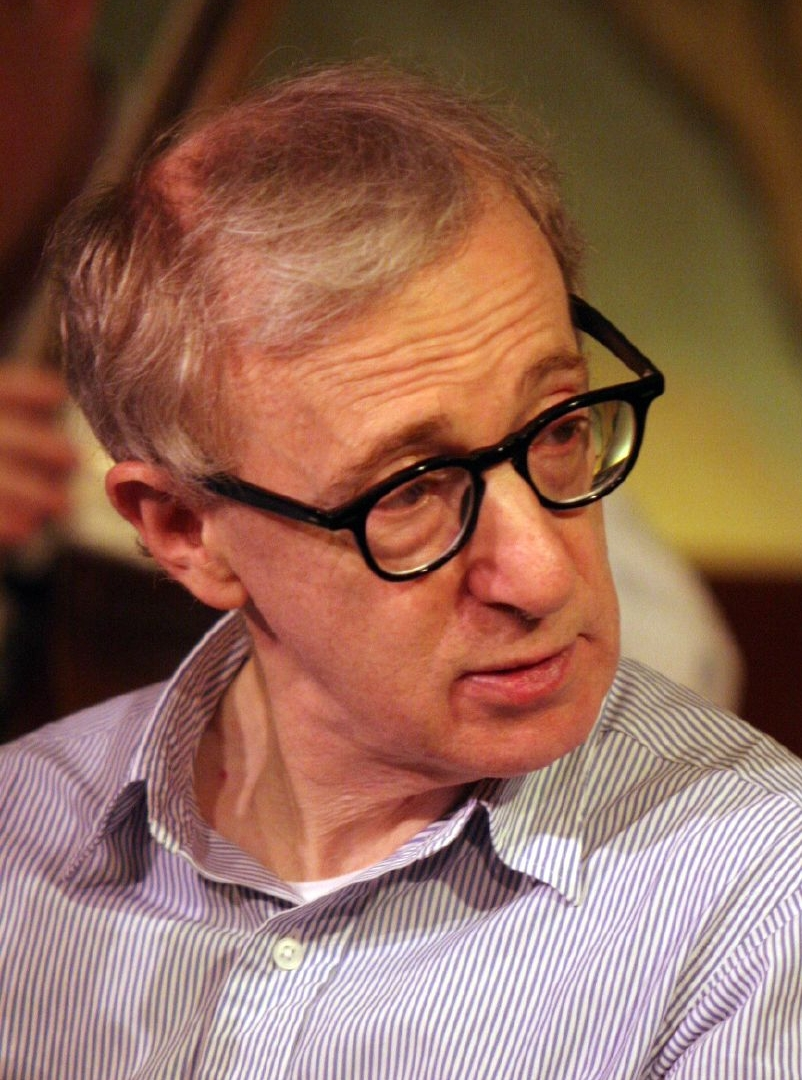
Woody Allen, la veu de Z.

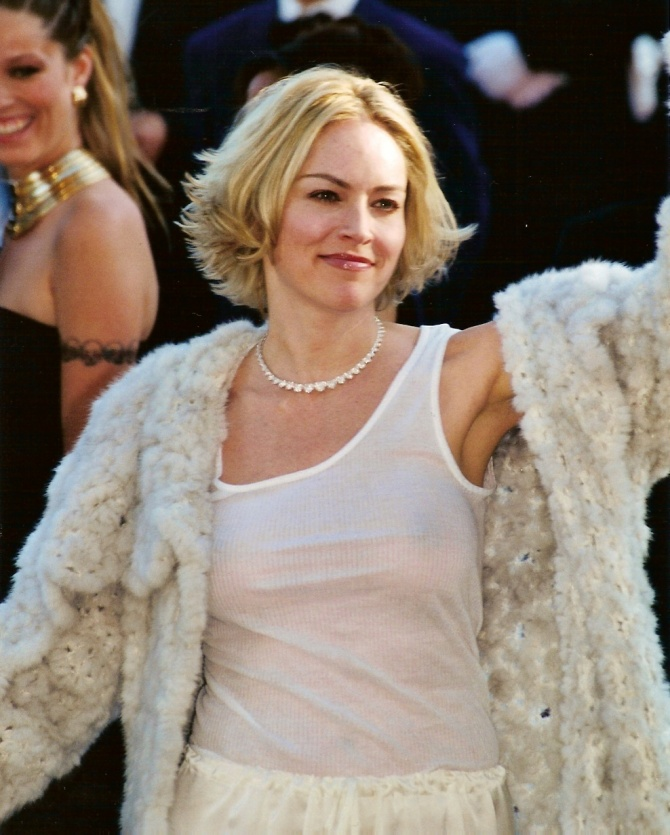
Sharon Stone, que va posar veu a la Princesa Bala.

| \| Versió en anglès \| Versió en català \| Personatge \| \| ------------------ \| -------------------- \| ---------------- \| \| Woody Allen \| José Posada \| Z \| \| Sharon Stone \| Sílvia Vilarrasa \| Princesa Bala \| \| Sylvester Stallone \| Jordi Boixaderas \| Weaver \| \| Gene Hackman \| Ramon Puig \| General Mandible \| \| Anne Bancroft \| Maria Luisa Solá \| Reina \| \| Danny Glover \| Miquel Cors \| Barbatus \| \| Jennifer Lopez \| Núria Domènech \| Azteca \| \| Christopher Walken \| Òscar Barberan \| Coronel Cutter \| \| Grant Shaud \| Albert Mieza \| Capatàs \| \| Dan Aykroyd \| Pep Anton Muñoz \| Chip \| \| John Mahoney \| Enric Serra Frediani \| Borratxo \| \| Jane Curtin \| Montserrat Roig \| Muffy \| |                      |                  |
| Versió en anglès | Versió en català     | Personatge       |
| Woody Allen | José Posada          | Z                |
| Sharon Stone | Sílvia Vilarrasa     | Princesa Bala    |
| Sylvester Stallone | Jordi Boixaderas     | Weaver           |
| Gene Hackman | Ramon Puig           | General Mandible |
| Anne Bancroft | Maria Luisa Solá     | Reina            |
| Danny Glover | Miquel Cors          | Barbatus         |
| Jennifer Lopez | Núria Domènech       | Azteca           |
| Christopher Walken | Òscar Barberan       | Coronel Cutter   |
| Grant Shaud | Albert Mieza         | Capatàs          |
| Dan Aykroyd | Pep Anton Muñoz      | Chip             |
| John Mahoney | Enric Serra Frediani | Borratxo         |
| Jane Curtin | Montserrat Roig      | Muffy            |